# Konacha

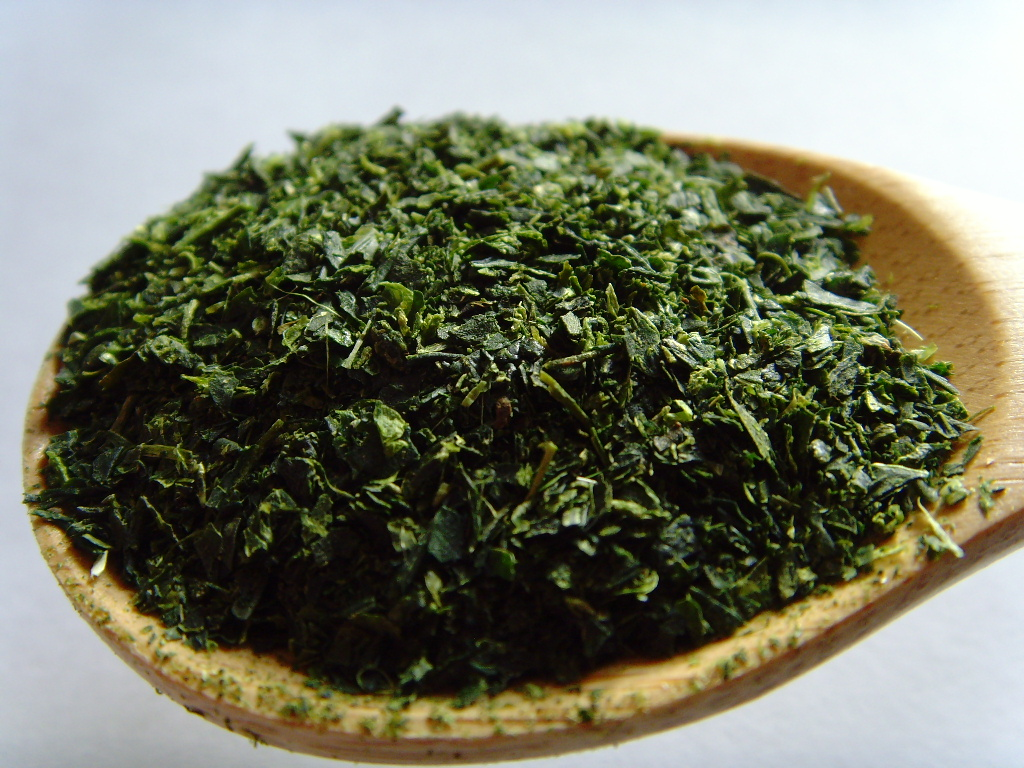
Konacha

Konacha (粉茶, chá em pó) é um tipo de chá verde, composto de pó, botões de chá e pequenas folhas, que são peneirados e separados, sendo deixados à parte, durante a fabricação de Gyokuro ou Sencha. Konacha é mais barato do que Sencha e é habitualmente servido em restaurantes de sushi. É também divulgado no mercado como Gyokurokonacha (玉露粉茶).